# Michelle Phillips
Michelle Phillips, ursprungligen Holly Michelle Gilliam, född 4 juni 1944 i Long Beach, Kalifornien, är en amerikansk sångerska och skådespelare. Hon var medlem av gruppen The Mamas and the Papas 1965-1971.
Hon var gift med gruppmedlemmen John Phillips mellan åren 1962 och 1970. Sedan var hon gift med skådespelaren Dennis Hopper i åtta dagar 1970. Därefter har hon varit gift ytterligare tre gånger. Hon har tre egna barn.
När The Mamas and the Papas upplöstes för gott 1971 satsade Phillips först främst på en skådespelarkarriär. Hon har mest synts i olika TV-filmer och TV-serier som Beverly Hills och Knot's Landing.
Michelle och John Phillips dotter Chynna Phillips är med i trion Wilson Phillips.

## Diskografi
Soloalbum
- Victim of Romance (1977)

## Filmografi i urval
- Dillinger (1973)
- The Death Squad (TV) (1974)
- Miracle (1975)
- Valentino (1977)
- Bloodline (1979)
- The Man with Bogart's Face (1980)
- Lost in the Pershing Point Hotel (2000)
- The Price of Air (2000)
- Jane White is Sick & Twisted (2002)
- Harry and Max (2004)